# Margaritifera falcata
Espèce
Synonymes
- Alasmodon falcata Gould, 1850[2]
- Alasmodon yubaensis Trask, 1855[2]
- Margaritanopsis falcata (Gould, 1850)[2]
- Margaritifera (Margaritifera) falcata (Gould, 1850)[2]

Statut de conservation UICN

 NT  : Quasi menacé
Margaritifera falcata est l'une des grandes espèces de moules d'eau douce (ou « mulettes ») du genre Margaritifera et de la famille des Margaritiferidae.
Cette espèce était jusqu'au XVIIe siècle localement très abondante en Amérique du Nord (fréquemment plusieurs dizaines d'individus par mètre carré) où elle jouait un rôle écologique important dans les grands cours d'eau, en contribuant notamment à la filtration de l'eau. Nombre de ses populations ont disparu ou se sont réduites à la suite de la dégradation physique et chimique des cours d'eau, et de leurs bassins versants. La construction de barrages hydroélectriques, l'artificialisation de certains cours d'eau, et avant cela le débardage du bois par flottage et l'absence de réseaux d'assainissement ou de stations d'épuration ont probablement fortement contribué à réduire et génétiquement fragmenter les populations de mulettes.
On ne sait pas s'il faut parler de parasitisme, de commensalisme ou de symbiose pour décrire les interactions durables qui lient les moules d'eau douce et leurs poissons-hôte, mais il semble qu'une rivière riche en moules soit très favorable aux poissons, car mieux filtrée, et que les poissons soient nécessaires à la présence durable de ces moules.

## Durée de vie
Elle est estimée à partir de l'observation de la coquilles d'adultes (vivants ou morts, grossièrement d’après le décompte des marques de croissance, ou à partir de la taille du ligament de la coquille (Hendelberg, 1961). Margaritifera falcata a une longue durée de vie (pouvant aller jusqu'à 120 ans !), soit bien plus que celles d'autres espèces sympatriques (qui partagent le même habitat) comme la mulette Gonidea angulataqui qui ne vit, quant à elle, « que » 20 à 30 ans.

## Reproduction et cycle de développement
Le mâle, probablement à la suite de stimuli tels que la température, la durée du jour et peut-être une variation de dureté de l'eau libère son sperme dans la colonne d’eau. Quelques spermatozoïdes seront aspirés par la femelle, via son « siphon inhalant » et pourront féconder les œufs. Après l'éclosion, chaque larve devra passer par cinq stades de développement avant de pouvoir se reproduire. 
1. la larve (glochidium  ou « glochidie ») est microscopique (quelques dixièmes de mm de long). Elle se développe d'abord sur les branchies de la moule femelle durant 1 à 10 mois ;
2. le stade suivant est bref et planctonique ; la glochidie expulsée par la moule qui l'abritait se laisse dériver ou nage à la recherche d'un hôte ;
3. stade parasite (ou commensal car la larve ne semble pas poser de problème majeur au poisson), fixé sur les branchies ou une nageoires d’un poisson-hôte ; ce stade peut durer deux à trois semaines ou être plus long (deux à quatre mois) ; la glochidie en se fixant au travers du mucus protecteur du poisson provoque un minuscule épanchement de liquide physiologique qui va la nourrir et provoquer - par réaction immunitaire de l'hôte - un kyste enrobant ce corps étranger. À ce stade, les tissus du glochidium se résorbent (muscle adducteur et manteau) ;
4. après un temps qui semble surtout dépendre de la température de l'eau vient un stade juvénile benthique libre : le glochidium qui s'est transformé en juvénile (minuscule copie presque conforme de l'adulte) qui se laisse tomber sur le fond où elle pourra croître durant plusieurs décennies, voire plus d'un siècle ;
5. la moule adulte est benthique, mais ne se reproduira qu'après plusieurs années.

Selon les estimations faites pour quelques taxons une grande partie des glochidies meurent rapidement, surtout lorsqu'elle ne trouvent pas rapidement d'hôtes. Le taux de survie des glochidies de moules d’eau douce varie de 10 à 18 000 individus atteignant l'âge adulte, par milliards de glochidies,,  .

## État pression et menaces
Jusque dans les années 2000, très peu d'études ont cherché à mesurer l’état de conservation de M. falcata. L'état général des populations en 2008 n'est pas globalement connu (Toy, 1998). Mais de nombreux indices locaux et ponctuels laissent penser qu'un certain nombre de populations des bassins et de sous-populations ont déjà disparu. Cette espèces semble en recul sur une grande partie de son aire naturelle de répartition, comme toutes les moules d'eau douce (excepté la moule zébrée qui est devenue une espèce invasive). Elle semble toutefois moins menacée que la Gonidée des Rocheuses (Gonidea angulata) classée en espèce vulnérable qui est des espèces qui lui sont sympatriques.
Elle semble notamment menacée par plusieurs facteurs qui peuvent combiner leurs effets ;
- dégradation physique de leur habitat (exploitation de gravières, envasement et asphyxie des fonds à la suite d'une augmentation anormale et chronique de la turbidité des cours d'eau induite par l'augmentation des terres labourés ou à des labours en bordure de cours d'eau, notamment sur les pentes ;
- « surexploitation » de l'espèce pour ses perles ;
- pollution de l'eau (par les pesticides et les perturbateurs endocriniens auxquels elles sont plus vulnérables en raison de leur longue durée de vie qui favorise la bioaccumulation et l'accumulation de stress de type stress oxydant intracellulaire) ;
- Le salage des routes de montagne est aussi source d'une perturbation de la dureté des cours d'eau, qui affecte par ailleurs aussi les poissons nécessaires à la survie des moules (ceci est surtout vrai au Canada et dans les zones froides où les périodes de gel et d'enneigement sont de plusieurs mois) ;
- recul des espèces de poissons-hôtes migrateurs (qui doivent transporter et héberger durant un certain temps les larves de moules (glochidies) ;
- pollutions diverses (métaux lourds notamment, dont mercure retombant avec les pluies polluées par les centrales au charbon ou issu des anciennes exploitation d'or). Les moules se débarrassent dans leur coquille d'une partie des métaux lourds qu'elles absorbent, et elles peuvent fermer hermétiquement leur coquilles durant un court épisode de pollution, mais les larves sont très vulnérables et sensibles à certains pesticides et à beaucoup de polluants.

## Publication originale
- Gould, 1850 : Descriptions of new species of shells from the United States Exploring Expedition. Proceedings of the Boston Society of Natural History, vol. 3, pp. 151-156, 169-172, 275-278, 292-296 (texte intégral) (en + la)